# Mindener Kinderchor
Der Mindener Kinderchor war ein überregional bekannter und durch zahlreiche Auslandsauftritte bekannter Kinderchor der ostwestfälischen Stadt Minden, der 1946 durch Erich Watermann gegründet wurde und den er bis zum Jahr 2000 leitete. Der Chor wurde zum 18. November 2010 aufgelöst.

## Geschichte
Den ersten Auftritt hatte der neugegründete Kinderchor, der damals noch unter dem Namen Kinderchor Weserland auftrat, im Jahr 1946 im Stadttheater Minden. Der Chor, gegründet beim DRK, gehörte bis 1950 noch zum Sportverein Eintracht Minden, dann macht sich der Chor selbstständig und wechselt den Namen auf Vorschlag der Stadt Minden zum Namen Mindener Kinderchor.
1963 lud Konrad Adenauer den Chor zu sich ins Bundeskanzleramt ein. 
1973 war der Chor auf Amerikatournee, die ihn nach Washington zum deutschen Botschafter und zur UNICEF führte.
Beim Wettbewerb der Chöre in Llangollen in Wales gewann der Mindener Kinderchor 1972 den 3. Platz, 1982 konnte dieser Erfolg mit einem 4. Platz wiederholt werden.
Im Jahr 2000 löste Watermann den Kinderchor aus Altersgründen auf, einen Nachfolger konnte er nicht finden. Ein Nachfolgechor wurde zunächst ab 2001 durch die Elternschaft fortgeführt und durch den heutigen Universitätsmusikdirektor der Universität Koblenz-Landau, Campus Landau Olaf Meyer geleitet. Ab Oktober 2008 wurde der Chor durch die Musikschule Minden als Konzertchor geführt. Die Musikschule trennte sich im November 2010 von Namen und Repertoire des Mindener Kinderchores und führt stattdessen einen Chor namens La Bocca Nova weiter. Der Mindener Kinderchor ist unter bisherigem Namen daher aufgelöst.

## Diskographie
- 19??: Mindener Kinderchor: Trimm dich fitt im Polkaschritt
- 1961: Chorproduktion bei der BBC in London
- 1968: Langspielplatte „Das Mindener Weihnachtskonzert“ zu Gunsten der Mindener Kinderheime – Aktion „Kinder in Not“;
- 1971: Langspielplatte „Das Mindener Sonntagskonzert“ zu Gunsten der Mindener Altenhilfe – Aktion „Guter Wille“
- 1971: Alle Kinder brauchen Liebe
- 1975: Fröhliche Weihnacht mit dem Mindener Kinderchor, Deutsche Grammophon.
- ????: Ehre sei Gott in der Höhe
- ????: Heißa Weihnacht

Quelle: 